# Sebastian Schlittenbauer

Sebastian Schlittenbauer

Sebastian Schlittenbauer (* 21. Januar 1874 in Wolnzach; † 6. November 1936 in München) war ein deutscher Politiker der Bayerischen Volkspartei.

## Leben und Wirken
Schlittenbauer wurde 1874 als Sohn des Gütlers Andreas Schlittenbauer und dessen Ehefrau Ursula, geborene Peller, geboren. Er besuchte von 1880 bis 1887 die Volksschule in Wolnzach, anschließend von 1887 bis 1894 das humanistische Gymnasium Metten und 1895 das Neue Gymnasium in Regensburg. Von 1895 bis 1899 studierte er klassische Philologie in München. Nach der Ablegung der beiden Staatsexamina promovierte Schlittenbauer dort 1901 zum Dr. phil. Zu dieser Zeit begann er sich in der bayerischen Sektion der katholischen Zentrumspartei zu engagieren.
Von 1900 bis 1916 arbeitete Schlittenbauer als Lehrer der historisch-philologischen Fächer, u. a. von 1911 bis 1913 am Neuen Gymnasium in Bamberg, anschließend in München. Von 1916 bis 1920 war er im Staatsdienst tätig.
1909 heiratete Schlittenbauer Kunigunde Dresel (1863–1913) aus Würzburg. 1917 heiratete er in zweiter Ehe Sofie Hümmer, verwitwete Schirmer (1875–1966). Er hatte keine leiblichen Kinder, jedoch eine Adoptivtochter, Gabriele, die 1931 starb. Schlittenbauers Stief-Schwiegersohn war der Tierarzt und Schlachthofdirektor Ludwig Rupp aus Dillingen an der Saar.
Bei den Landtagswahlen von 1912 wurde er für das Zentrum in die Abgeordnetenkammer des Bayerischen Landtages gewählt, der er zunächst bis 1918 angehören sollte. 1913 wurde Schlittenbauer ehrenamtlicher Generalsekretär des Bayerisch Christlichen Bauernvereins. 1916 wurde Schlittenbauer zum 2. Direktor der Landwirtschaftlichen Zentralgenossenschaft Regensburg ernannt. Im selben Jahr trat er öffentlich für den Sturz des Reichskanzlers Theobald von Bethmann Hollweg und für die Wiederaufnahme des uneingeschränkten U-Boot-Kriegs ein. Außerdem war er Mitglied des Kriegsernährungsamtes und Mitglied im Vorstand des Landesverbandes Bayerischer Wasser- und Ödlandgenossenschaften.
Im letzten Kriegsjahr und insbesondere im Zuge der revolutionären Ereignisse vom November 1918 ging Schlittenbauer in immer nachdrücklichere Distanz zur Führung der Zentrumspartei in Berlin, die seiner Meinung nach viel zu weit links stand und vom „Sozialismus“ infiziert war. Am 12. November 1918 vollzog Schlittenbauer schließlich den Bruch mit seiner alten Partei, als er zusammen mit Georg Heim in Regensburg die Bayerische Volkspartei (BVP) gründete.
Ab 1919 gehörte Schlittenbauer für die neugegründete Partei dem Bayerischen Landtag an, in dem er bis 1933 vertreten war. Daneben war er seit 1919 Mitglied der Bayerischen Landesbauernkammer und des Landeisenbahnrates. Publizistisch trat er durch eine Reihe politischer Schriften sowie durch Artikel und Aufsatzbeiträge in Zeitungen und Zeitschriften wie den Süddeutschen Monatsheften hervor. Die Institution des Bauernverbandes versuchte Schlittenbauer zu dieser Zeit als Plattform für die Errichtung einer berufständigen zweiten Kammer zu benutzen. Hinzu kamen Schulbuchveröffentlichungen und Beiträge zu didaktischen Debatten. Im September 1930 wurde er als Kandidat seiner Partei für den Wahlkreis 24 (Oberbayern-Schwaben) in den Berliner Reichstag gewählt, dem er bis zum Juli 1932 angehörte.
Nach der Machtübernahme der Nationalsozialisten 1933 wurde Schlittenbauer kurzzeitig verhaftet und zwangsweise in den Ruhestand versetzt. Er starb 1936.

## Schriften
Dissertation:
- Die Tendenz von Ciceros Orator, Leipzig 1903.

Politische Schriften:
- Ein Hilferuf der deutschen Landwirtschaft. Eine Vorstellung an den Reichskanzler und den Deutschen Reichstag, 1916. (mit Georg Heim)
- Das bayerische Zentrum und die Frage der Kriegswirtschaf, s.l.e.a.
- Die staatlich geregelte Vieh- und Fleischversorgung 3. Die staatlich geregelte Vieh- und Fleischversorgung, 1916.
- Schaut Euch um, der Fuchs geht rum!, 1917.
- Das bayerische Gesetz über die Bauernkammern vom 20. März 1920. Nebst Wahlordnung, Vollzugsvorschriften und Bekanntmachung vom 27. März 1920 über die Vertretung der landwirtschaftlichen Arbeitnehmer, 1920.
- Die Bedeutung von Industrie, Handel und Gewerbe in Bayern, München 1922.
- Die Finanzpolitik des Reiches und ihre Rückwirkung auf den bayerischen Staatshaushalt : Aus der Rede zum bayer. Staatshaushalt im Bayer. Landtag am 4. Dezember 1928, 1929.
- Die Finanzpolitik des Reiches und ihre Rückwirkung auf den bayerischen Staatshaushalt, (= Flugschriften der BVP Nr. 5) s. l. e. a.

Didaktische Veröffentlichungen:
- Materialien zur lateinischen Stilistik 8. Materialien zur lateinischen Stilistik, 1910.
- Der deutsche Aufsatz in der Mittelschule. Kritik und Vorschläge. Vortrag gehalten in der Münchener Gymnasiallehrervereinigung, Nürnberg 1912.
- Lateinisches Übungsbuch für die 4. Klasse (Unter-Tertia) des humanistischen Gymnasiums und des Realgymnasiums, Bamberg 1926.